# 2
 Denne artikel omhandler året 2 e.Kr. For tallet, se 2 (tal). For andre betydninger af 2, se 2 (flertydig). (Se også artikler, som begynder med 2)
| 2                  |
| ------------------ |
| Dødsfald - Fødsler |
|                    |

| Gregoriansk kalender | 2 II                    |
| Ab urbe condita      | 755                     |
| Armensk kalender     | I/T                     |
| Kinesiske kalender   | 2698 – 2699 辛酉 – 壬戌 |
| Etiopisk kalender    | -6 – -5                 |
| Jødisk kalender      | 3762 – 3763             |
| Hindukalendere       |                         |
| - Vikram Samvat      | 57 – 58                 |
| - Shaka Samvat       | N/A                     |
| - Kali Yuga          | 3103 – 3104             |
| Iransk kalender      | 620 BP – 619 BP         |
| Islamisk kalender    | 639 BH – 638 BH         |